# 1448

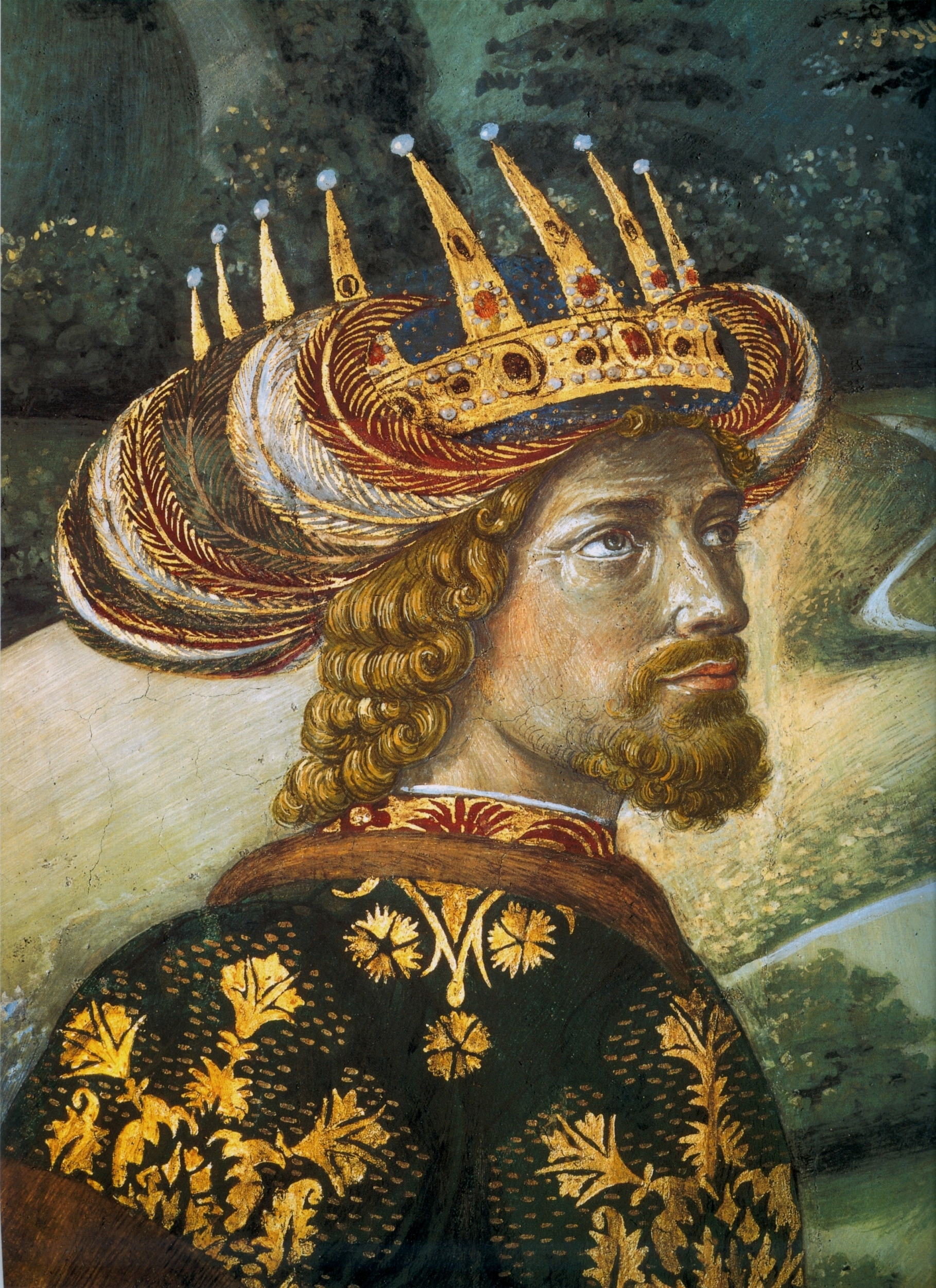
João VIII Paleólogo, imperador bizantino, pintura de Benozzo Gozzoli

- Wikisource

| Calendário gregoriano                                                        | 1448 MCDXLVIII                                        |
| Ab urbe condita                                                              | 2201                                                  |
| Calendário arménio                                                           | 897 – 898                                             |
| Calendário bahá'í                                                            | -396 – -395                                           |
| Calendário budista                                                           | 1992                                                  |
| Calendário chinês                                                            | 4144 – 4145 Início a 5 de fevereiro (aproximadamente) |
| Calendário copta                                                             | 1164 – 1165                                           |
| Calendário etíope                                                            | 1440 – 1441                                           |
| Calendários hindus - Vikram Samvat - Calendário nacional indiano - Cáli Iuga | 1503 – 1504 1369 – 1370 4548 – 4549                   |
| Calendário Holoceno                                                          | 11448                                                 |
| Calendário islâmico                                                          | 852 – 853                                             |
| Calendário judaico                                                           | 5208 – 5209                                           |
| Calendário persa                                                             | 826 – 827                                             |
| Calendário rúnico                                                            | 1698                                                  |
| Calendário solar tailandês                                                   | 1991                                                  |

1448 (MCDXLVIII, na numeração romana) foi um ano bissexto do século XV do Calendário Juliano, da Era de Cristo, e as suas letras dominicais foram  G e F (52 semanas), teve início a uma segunda-feira e terminou a uma terça-feira.
| Ano completo                            |
| --------------------------------------- |
| Ano bissexto com início à segunda-feira |

## Mortes
- 31 de outubro -  João VIII Paleólogo, imperador bizantino de 1425 a 1448 (n. 1392).